# La Plaine-sur-Mer
La Plaine-sur-Mer är en kommun i departementet Loire-Atlantique i regionen Pays de la Loire i nordvästra Frankrike. Kommunen ligger i kantonen Pornic som tillhör arrondissementet Saint-Nazaire. År 2022 hade La Plaine-sur-Mer 4 617 invånare.

## Befolkningsutveckling
Antalet invånare i kommunen La Plaine-sur-Mer
| Referens: INSEE |